# Juiz Dredd
Juiz Dredd é um personagem de história em quadrinhos criado no Reino Unido por John Wagner e Carlos Ezquerra, tendo aparecido pela primeira vez em 1977, na revista "2000 AD".
Dredd é um vigilante de cerca de 120 anos no futuro, que trabalha como juiz. Contudo, nessa realidade ultraviolenta, o juiz acumula os cargos de polícia, juiz, júri e executor (quando necessário). Ele trabalha ao lado de vários outros juízes, que mantêm a ordem na megalópole Mega City One.

## Publicação
Quando Pat Mills desenvolveu a série "2000 AD", em 1976, levou seu ex-parceiro de escrita, John Wagner, para desenvolver os personagens. Wagner tinha escrito várias histórias no estilo "policial durão" e sugeriu um personagem que levou esse conceito ao seu extremo lógico, imaginando um homem da lei ultra-violento que patrulhasse uma Nova York no futuro, com o poder de administrar a justiça de forma instantânea. Mills tinha desenvolvido uma tira de terror chamada Judge Dread, mas abandonou a ideia. O nome, no entanto, com a ortografia modificada para "Dredd" por sugestão de Gosnell Kelvin, sub-editor, foi adotado por Wagner para o personagem final.

### Versões alternativas
Pouco antes do lançamento do filme de 1995, três novos títulos de quadrinhos foram lançados, seguidos por uma única versão em quadrinhos da história do filme.

#### Judge Dredd (DC Comics)[2]
A DC Comics publicou uma versão alternativa de Judge Dredd entre 1994 e 1996, com duração de 18 números. Continuidade e história eram diferentes tanto da versão original da 2000 AD e do filme de 1995. A principal diferença foi que o juiz-chefe Fargo, retratado como incorruptível na versão original, foi descrito como mau na versão DC. A maioria das edições foi escrita por Andrew Helfer, mas a última edição foi escrita por Gordon Rennie, que desde então escreveu Judge Dredd para 2000 AD  (Nota: o crossover da DC Batman/Judge Dredd: Judgment on Gotham apresentou o Dredd original, não a versão descrita neste título).

### Judge - Legends of the Law[3]
Outro título da DC Comics, com duração de 13 edições entre 1994 e 1995. Embora tivessem a intenção de apresentar a mesma versão de Judge Dredd do outro título da DC, as primeiras quatro edições foram escritas por John Wagner e Alan Grant e eram consistentes com a versão original 2000 AD.

### Judge Dredd - Lawman of the Future[3]
Dos mesmos editores da 2000 AD, esta era, no entanto, uma versão completamente diferente de Dredd destinada a leitores mais jovens. O editor David Bishop proibiu os escritores de mostrarem Dredd matando qualquer pessoa, uma relutância que seria completamente desconhecida para leitores familiarizados com a versão original. Como um crítico colocou anos depois: "este era o Juiz Dredd com dois ingredientes vitais faltando: suas bolas." Ele funcionou quinzenalmente por 23 edições de 1995 a 1996, mais um especial de ação.

#### Judge Dredd: The Official Movie Adaptation[5]
Escrito por Andrew Helfer e ilustrado por Carlos Ezquerra e Michael Danza. Publicado pela DC Comics em 1995, mas uma versão diferente de Dredd das histórias em quadrinhos da DC descritas acima.

#### Heavy Metal Dredd
Dos mesmos editores da 2000 AD, esta foi uma série de histórias únicas ultraviolentas de "um mundo Dredd separado e agressivo". Os primeiros oito episódios foram publicados originalmente na revista Rock Power e foram todos co-escritos por John Wagner e Alan Grant e ilustrados por Simon Bisley. Estas foram reimpressas, juntamente com 11 novas histórias (algumas de outros criadores), em Judge Dredd Megazine. As oito histórias originais foram reunidas numa edição encadernada pela Hamlyn em 1993. A série completa foi encadernada pela Rebellion Developments em 2009.

#### Dredd (continuidade do filme de 2012)
Na semana em que o filme Dredd de 2012 foi lançado no Reino Unido, um prólogo de 10 páginas foi publicado na edição nº 328 da Judge Dredd Megazine, escrito por seu editor, Matt Smith, e ilustrado por Henry Flint. "Top of the World, Ma-Ma" contou a história de fundo do principal antagonista do filme, Ma-Ma. Mais cinco histórias com esta versão do personagem foram publicadas na Judge Dredd Megazine: "Underbelly" em # 340-342 (2013), "Uprise" em # 350-354 (2014), "Dust" em # 367-371 (2015) –'16), "Furies" em # 386-387 (2017) e "The Dead World" em # 392-396 (2018) (também havia duas histórias do Juiz Anderson apresentando a versão cinematográfica desse personagem em # 377– 379).

#### Juiz Dredd (IDW Publishing)
- Em novembro de 2012, a IDW Publishing iniciou uma nova série mensal escrita por Duane Swierczynski e ilustrada por Nelson Daniel.[10] Durou 30 edições.

IDW começou uma nova minissérie de quatro edições chamada Judge Dredd: Year One em março de 2013, ambientada durante o primeiro ano de Dredd como juiz.
- Em setembro de 2013, a IDW começou a publicar a minissérie de quatro edições Mars Attacks Judge Dredd.[12]
- Em janeiro de 2014, IDW iniciou outra minissérie, Judge Dredd: Mega-City Two. Houve cinco problemas.
- Em julho de 2015, IDW anunciou uma nova minissérie chamada Judge Dredd: Mega-City Zero, começando em janeiro de 2016. Isso funcionou por 12 edições e, em seguida, foi seguido por uma sequência, definida 10 anos depois, chamada Judge Dredd: The Blessed Earth, que durou nove edições.
- IDW e Dark Horse Comics publicaram uma minissérie de quatro edições, Predator vs. Juiz Dredd vs. Aliens, começando em julho de 2016 e terminando em junho de 2017.
- Uma minissérie de quatro edições, Under Siege, começou em maio de 2018. Não está conectada com nenhuma série anterior da IDW.
- Toxic começou em outubro de 2018 e teve quatro edições.
- False Witness é uma minissérie de quatro edições em 2020.

## No Brasil
As histórias de Dredd foram publicadas pela primeira vez no país em 1979 pela EBAL na revista Capitão Z Apresenta: Ano 2000. Na década de 1990, a Editora Abril publica crossovers de Dredd e Batman e na década de seguinte, a Pandora Books publica títulos solos de Dredd e de outras séries publicadas na revista 2000 AD: Sláine, O Deus Guerreiro, Skizz, A Balada de Halo Jones entre outros.
Em 2013, a Editora Mythos lançou um novo mix baseado na revista: Juiz Dredd Megazine, a revista foi cancelada na edição 24, publicada em setembro de 2015.
Em setembro de 2020, a editora Geektopia lança a minissérie da IDW, Juiz Dredd – Mega-City Zero.

## Adaptações

### Cinema
Em 1995 o personagem ganhou uma adaptação para os cinemas, O Juiz (Judge Dredd), interpretado por Sylvester Stallone.
Em dezembro de 2008 foi anunciada uma nova adaptação para os cinemas. O filme Dredd - O Juiz do Apocalipse (Dredd) foi lançado em 2012, com Karl Urban como Dredd.

### Jogos eletrônicos
Dredd estrelou dois jogos: um em 1995, inspirado no filme, criado para os consoles Super Nintendo e Sega Mega Drive; e Judge Dredd: Dredd Vs. Death (2003), um jogo de tiro em primeira pessoa para Microsoft Windows, Xbox, PlayStation 2, e GameCube.